# Aguascalientes (gmina)
Aguascalientesⓘ – to gmina na południu meksykańskiego stanu Aguascalientes. Według spisu ludności z roku 2010, gminę zamieszkuje 797 010 mieszkańców. Stolicą jest miasto o tej samej nazwie – Aguascalientes.
Gmina Aguascalientes graniczy z Calvillo i Jesús María od zachodu, z San Francisco de los Romo i Asientos od północy, a z El Llano od wschodu.

## Miasta i wsie
Największymi miastami i wsiami gminy są:
| Nazwa                              | Ludność |
| ---------------------------------- | ------- |
| Aguascalientes                     | 722 250 |
| Pocitos                            | 5 169   |
| Villa Licenciado Jesús Terán       | 4 481   |
| Norias de Ojocaliente              | 3 741   |
| Norias del Paso Hondo              | 2 539   |
| General José María Morelos y Pavón | 2 500   |
| Cartagena                          | 2 496   |
| Jaltomate                          | 2 299   |
| San Antonio de Peñuelas            | 2 147   |
| San Sebastián                      | 1 862   |
| Peñuelas                           | 1 670   |
| El Refugio de Peñuelas             | 1 624   |
| Montoro                            | 1 574   |
| La Loma de los Negritos            | 1 519   |
| El Salto de los Salado             | 1 436   |
| Arellano                           | 1 382   |
| San Ignacio                        | 1 360   |
| Cumbres III                        | 1 337   |
| Cotorina                           | 1 298   |
| Lomas del Sur                      | 1 207   |
| Los Caños                          | 1 150   |
| Centro de Arriba                   | 1 064   |